# Innerschnitz
Als Innerschnitz wurde im Mittelalter die eine Hälfte des Hochgericht Klosters genannt, die andere nannte man Ausserschnitz. 
Das halbe Hochgericht hatte eine der 14 Stimmen im Zehngerichtebund, einem der drei Bünde, aus dem der Kanton Graubünden hervorgegangen ist. Zum Innerschnitz zählten die Nachbarschaften Klosters Platz, Klosters Dörfli, Serneus und Mezzaselva , die heute alle in der Gemeinde Klosters aufgegangen sind.
Die Gemeinden des Innerschnitz organisierten vor allem die Alpnutzung. Nicht beweidete Bergwiesen (Mähder) wurden unter Zurücksetzung der Beisässen zur privaten Nutzung ausgegeben.

## Quelle
- Friedrich Pieth: Bündnergeschichte. F. Schuler, Chur 1945, S. 116.